# Vice-presidente da Coreia do Sul
Esta é a lista de vice-presidentes da Coreia do Sul desde sua independência até a abolição do cargo.

## Governo Provisório da República da Coreia (1919-1948)
|  | Gim Gyusik | 김규식 | 1940 | 15 de agosto de 1948 |

## República da Coreia (1948-1960)
Independente
      Centrismo
      Conservador
| Presidente   | Vice | Romanizado (Hangul)     | Imagem | Início do mandato    | Fim do mandato                  | Partido                       |
| ------------ | ---- | ----------------------- | ------ | -------------------- | ------------------------------- | ----------------------------- |
| Syngman Rhee | 1    | Yi Si-yeong (이시영)    |        | 24 de julho de 1948  | 9 de maio de 1951 (renunciou)   | Partido Democrático da Coreia |
| Syngman Rhee | 2    | Kim Seong-su (김성수)   |        | 17 de maio de 1951   | 29 de maio de 1952 (renunciou)  | Partido Democrático da Coreia |
| Syngman Rhee | 3    | Hahm Tae-young (함태영) |        | 15 de junho de 1952  | 14 de agosto de 1956            | Independente                  |
| Syngman Rhee | 4    | Chang Myon (장면)       |        | 15 de agosto de 1956 | 23 de abril de 1960 (renunciou) | Partido Democrático           |

Notas:
1. O Governo Provisório da República da Coreia foi um governo no exílio estabelecido em Xangai, China. Embora a atual constituição sul-coreana reconheça sua soberania de jure sobre o povo coreano, o governo provisório não foi reconhecido por muitos poderes internacionais.
2. Os resultados da eleição de 1960 foram invalidados após a Revolução de Abril.
3. O cargo de Vice-presidente foi abolido em 1960.